# Zachariasz z Bydgoszczy
Zachariasz z Bydgoszczy (zm. 1547 we Wschowie) – bernardyn, kaznodzieja.
Nie jest znana data, ani miejsce jego urodzenia. Wykształcenie odebrał w konwencie bernardynów bydgoskich. Znał język niemiecki. Pełnił obowiązki kaznodziei we Wschowie, gdzie zmarł w 1547 r.